# Rodrigo Paganino
Rodrigo Botelho da Fonseca Paganino Júnior fue un escritor, traductor y periodista de renombre, nacido el 2 de agosto de 1835 en Lisboa y fallecido el 22 de septiembre de 1863 en la freguesia lisboeta de Carnide. Fundó el Arquivo Universal y o Jornal de Belas-Artes. Júlio Dinis lo describiría como uno de los talentos más prometedores de la novelista popular. Tradujo algunas obras del castellano a su idioma, el portugués.

## Obra
- Os Contos do Tio Joaquim, 1861, Planeta Editora, ISBN 972-731-149-0
- Os Dois Irmãos, 1861, Lisboa.